# یان اورت
یان هندریک اورت(به هلندی: Jan Hendrik Oort) (۲۸ آوریل ۱۹۰۰ – ۵ نوامبر ۱۹۹۲) ستاره‌شناس هلندی بود. نام ابر اورت و سیارک ۱۶۹۱ به افتخار وی گذاشته شده‌است.
وی با بررسی از طریق ستاره‌شناسی رادیویی محل به وجود آمدن دنباله‌دارها را یافت.همچنین یان فاصله منظومه شمسی را از راه شیری تخمین زد .

## کشف‌های اورت
- وی در سال ۱۹۲۴ هاله کهکشان کهکشان راه شیری را کشف کرد[۱]
- در سال ۱۹۲۷ وی محاسبه کرد که مرکز کهکشان راه شیری ۵٬۹۰۰ پارسک(۱۹٬۲۰۰ سال نوری) از زمین تحت راستای صورت فلکی کمان است.
- وی نشان داد که جرم کهکشان راه شیری ۱۰۰ میلیارد برابر جرم خورشید است.
- در سال ۱۹۵۰ محل به وجود آمدن دنباله‌دار را پیشنهاد کرد که اکنون ابر اورت نامیده می‌شود
- او از سحابی خرچنگ یک نور قطبی کشف کرد و اعلام نمود که این نور نور سنکروترونی است.